# Płetwa (Zielona Góra)

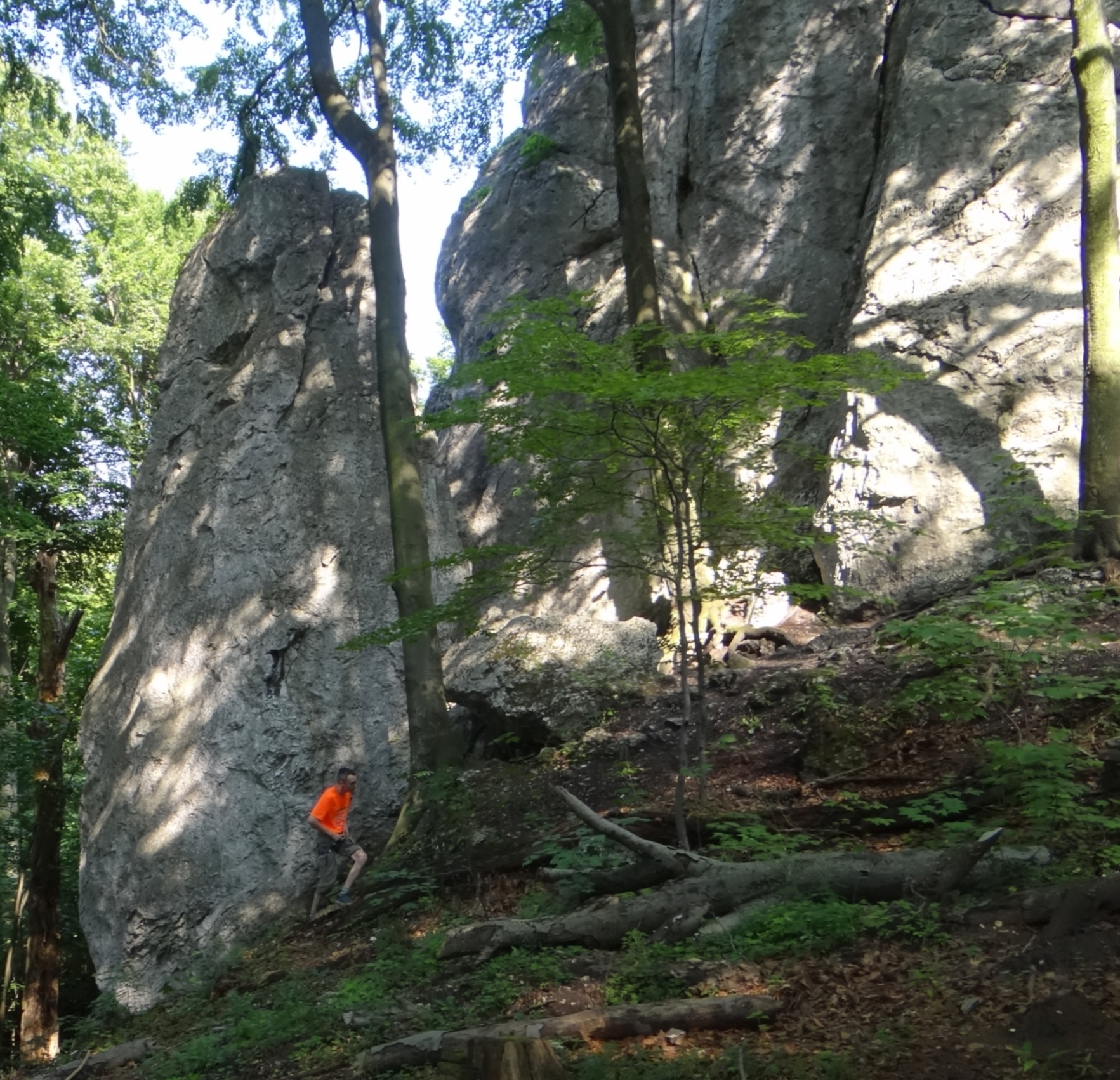
Płetwa (po lewej) i Zielona Góra

Płetwa – skała na wzniesieniu Zielona Góra w miejscowości Kusięta w województwie śląskim, w powiecie częstochowskim, w gminie Olsztyn. Jest to jedno z wzgórz Wyżyny Mirowsko-Olsztyńskiej będącej częścią Jury Krakowsko-Częstochowskiej.
Płetwa znajduje się w lesie na szczycie wzniesienia, tuż obok dużo większego masywu Zielonej Góry. Jest to zbudowana z wapieni skalistych skała o kształcie iglicy i pionowych ścianach wysokości do 12 m. Znajduje się w rezerwacie przyrody Zielona Góra, ale od 2017 roku na skale dopuszczalna jest wspinaczka. Na wschodniej ścianie wspinacze poprowadzili 4 drogi wspinaczkowe o stopniu trudności VI.1– VI.3+ w skali Kurtyki. Drogi posiadają asekurację.
Obok Płetwy i Zielonej Góry prowadzi Szlak Orlich Gniazd.

## Szlak turystyczny
odcinek: Kusięta – rezerwat przyrody Zielona Góra – Częstochowa